# Бесна вода
Бесна вода (словац. Besná voda) — річка; ліва притока Турця, протікає в окрузі Турчянські Теплиці.
Довжина приблизно 5.1-5.3 км. Витік знаходиться в масиві Ж'яр (геоморфологічна підодиниця Гореньово); схил гори Ширякова — на висоті приблизно 580 метрів.
Протікає територією села Дубове.. Впадає в Турець на висоті приблизно 475-477 метрів.